# Leny Yoro
Leny Yoro (* 13. November 2005 in Saint-Maurice) ist ein französisch-ivorischer Fußballspieler, der aktuell bei Manchester United in der Premier League spielt.

## Karriere

### Verein
Yoro begann seine fußballerische Ausbildung 2011 bei der UJA Maccabi Paris beziehungsweise der UJA Alfortville, vor der Fusion. Im Sommer 2012 gelangte er nach Villeneuve-d’Ascq und spielte für Villeneuve d’Ascq Métropole bis 2017. Anschließend wechselte er in die Jugendakademie des OSC Lille. Dort spielte er in der Saison 2021/22 nahezu nur in der UEFA Youth League für die fünftklassige Zweitmannschaft. Bereits im Januar 2022 erhielt er bei Lille seinen ersten Profivertrag mit einer Laufzeit bis Juni 2025. Am vorletzten Spieltag der Saison wurde er bei einem 3:1-Sieg im Auswärtsspiel gegen den OGC Nizza eingewechselt und debütierte somit in der Ligue 1. Mit diesem Einsatz wurde er der zweitjüngste Spieler der Lillois vor Eden Hazard und hinter Joël Depraeter-Henry. Dies war jedoch auch sein einziger Profieinsatz in jener Saison.
Im Juli 2024 wechselte er zu Manchester United und unterschrieb dort einen Vertrag bis 2029.

### Nationalmannschaft
Yoro kam in drei aufeinander folgenden Kalenderjahren für die Nachwuchsnationalmannschaften des FFF der Altersklassen U17, U18 und U19 zu Länderspielen. Sein Debüt als Nationalspieler gab er am 21. August 2021 in Montaigu bei der 0:6-Niederlage im Freundschaftsspiel gegen die U17-Nationalmannschaft Spaniens. Für die U21-Nationalmannschaft bestritt er mit dem zweiten bis vierten Spiel der EM-Qualifikationsgruppe H seine ersten drei Länderspiele.